# Nora Stanton Blatch Barney
Nora Stanton Blatch Barney (30 septembre 1883 à Basingstoke, Angleterre - 18 janvier 1971 à Greenwich, États-Unis) est une ingénieure civile, architecte et suffragette américaine.

## Biographie

### Enfance et formation
Cette jeune ingénieure américaine vient d’une riche famille d’entrepreneurs. Le père est brasseur, la mère, Harriet Eaton Stanton, enseignante, auteur et militante des droits des femmes. Nora Stanton étudie d’abord les mathématiques et le latin et, à partir de 1902, le génie civil à l’Université Cornell et termine en 1905 avec distinction. 

## Carrière
Selon l'Encyclopædia Britannica, c'est la première femme qui aux États-Unis, aurait détenu le titre d'ingénieure. Elle est diplômée de l'université Cornell en 1905 et acceptée dans la American Society of Civil Engineers la même année.
Elle travaille comme dessinatrice en chef dans des entreprises de construction d’acier et de ponts et à l’Office de gestion des eaux de New York. Depuis 1935, elle est architecte indépendante et ingénieur civil et développe et finance des projets de construction. En 1916, la Société américaine des ingénieurs civils lui refuse l’adhésion à part entière. En 2015, l’ASCE Barney devient membre à part entière à titre posthume et la célèbre comme pionnière.

## Famille
De 1908 à 1911, elle est mariée à l'inventeur Lee De Forest. En 1919, elle épouse Morgan Barney, un ingénieur marin.